# Kristofer Ottosson
Jan Kristofer Ottosson (* 9. Januar 1976 in Skarpnäck) ist ein schwedischer Eishockeyspieler, der seit 1994, mit kurzer Unterbrechung, bei Djurgårdens IF in der schwedischen Profiliga Elitserien auf der Position des rechten Flügelstürmers spielt.

## Karriere
Nachdem Kristofer Ottosson bereits in seiner Jugend für den Verein gespielt hatte, wurde er zu Beginn der Elitserien-Saison 1994/95 in den Profi-Kader von Djurgårdens IF geholt, wo er sich schnell zu einem festen Bestandteil des Teams etablierten konnte. Während seiner dritten Spielzeit für Djurgården wechselte der Angreifer in die zweitklassige Liga Allsvenskan zu Huddinge IK. Trotz guter Leistungen von Ottosson wurde mit Huddinge der Aufstieg in die Elitserien verfehlt. Vor Beginn der Elitserien-Saison 1999/2000 wechselte der Flügelspieler zurück zu Djurgården.
Gleich im ersten Jahr seiner Rückkehr gelang der Gewinn des Le-Mat-Pokals, der schwedischen Meisterschaft. Dieser Erfolg konnte in der Spielzeit darauf wiederholt werden. In der Saison 2009/10 stand Djurgården erneut im Meisterschaftsfinale, allerdings unterlag man dort HV71 Jönköping. Zwei Jahre darauf stieg Ottosson mit seinem Klub in die zweitklassige HockeyAllsvenskan ab, nachdem Djurgårdens IF in dieser Spielzeit den vorletzten Platz der Elitserien belegte und der Klassenerhalt über die Kvalserien nicht gesichert werden konnte.

### International
Auf internationaler Ebene spielte Kristofer Ottosson mit der schwedischen Eishockeynationalmannschaft erstmals bei der U18-Junioren-Europameisterschaft 1994, wo er mit seinem Team die Goldmedaille gewinnen konnte. Bei der Eishockey-Weltmeisterschaft der Junioren 1995 wurde Schweden Dritter, bei der Junioren-WM im Jahr darauf unterlag man im Finale der kanadischen Auswahl und gewann die Silbermedaille. Seinen einzigen Einsatz bei der Herrenmannschaft hatte der Stürmer bei der Eishockey-WM 2001, wo er mit seinem Team die Bronzemedaille gewann.

## Erfolge und Auszeichnungen
- 2000 Schwedischer Meister mit Djurgårdens IF
- 2001 Schwedischer Meister mit Djurgårdens IF

### International
- 1994 Goldmedaille bei der Junioren-Europameisterschaft
- 1995 Bronzemedaille bei der Junioren-Weltmeisterschaft
- 1996 Silbermedaille bei der Junioren-Weltmeisterschaft
- 2001 Bronzemedaille bei der Weltmeisterschaft

## Karrierestatistik

### International
(Legende zur Spielerstatistik: Sp oder GP = absolvierte Spiele; T oder G = erzielte Tore; V oder A = erzielte Assists; Pkt oder Pts = erzielte Scorerpunkte; SM oder PIM = erhaltene Strafminuten; +/− = Plus/Minus-Bilanz; PP = erzielte Überzahltore; SH = erzielte Unterzahltore; GW = erzielte Siegtore; 1 Play-downs/Relegation; Kursiv: Statistik nicht vollständig)